# Hyperakusis
Unter Hyperakusis (griechisch hypér ‚über‘, akoúō ‚ich höre‘) versteht man eine krankhafte Überempfindlichkeit gegenüber Schall, der normalerweise noch nicht als unangenehm laut empfunden wird. Als schmerzhaft empfundenes Hören wird als Hyperakusis dolorosa bezeichnet.
Nicht zu verwechseln ist die Hyperakusis mit Hypakusis bzw. Hypoakusis, der Schwerhörigkeit.

## Symptome
Hyperakusis kann als Symptom einer anderen Erkrankung auftreten. Bei erfolgreicher Behandlung der Grunderkrankung geht in der Regel auch die Hyperakusis zurück.
Regelmäßig findet man eine solche Intoleranz gegenüber lautem Schall bei Schwerhörigen mit einer Haarzellschädigung im Innenohr. Solcherart Schwerhörige können zwar leiseren Schall nicht hören, nach Überschreiten der Hörschwelle nimmt jedoch die Lautheitsempfindung mit dem Schallpegel viel rascher zu als beim Normalhörigen, sodass bei höheren Pegeln der Schall unangenehm oder gar unerträglich laut empfunden wird. Man bezeichnet dieses Phänomen als Recruitment (übermäßiger Lautheitsanstieg).
Die überwiegende Zahl an Schallempfindungsschwerhörigen weist ein Recruitment auf und leidet daher an einer mehr oder minder ausgeprägten Intoleranz gegenüber lautem Schall. Dieses Symptom des Recruitments wird oft auch als Hyperakusis bezeichnet. Bei der Versorgung mit Hörgeräten von Schwerhörigen mit Recruitment wird durch technische Maßnahmen verhindert, dass zu lauter Schall in das Ohr abgegeben wird.
Andere Grunderkrankungen können z. B. Morbus Menière, Hydrops cochleae, Bogengangsdehiszenz, Schädel-Hirn-Traumata, Borrelien-Infektion, posttraumatische Belastungsstörung, Depression, Manie oder Migräne sein.

## Ursachen
Hyperakusis kann aus derselben Ursache wie und zugleich mit anderen Krankheiten entstehen.
Sie tritt z. B. oft gleichzeitig oder zeitlich versetzt mit Tinnitus auf. Hyperakusis kann auch als eigenständige Erkrankung auftreten. Sie unterscheidet sich vom Recruitment dadurch, dass die krankhafte Empfindlichkeit gegenüber lautem Schall trotz Vorhandensein einer normalen oder annähernd normalen Hörschwelle auftritt. Patienten empfinden oft sogar Geräusche geringer Lautstärke als unerträglich laut. Eine weitere Form von Hyperakusis stellt die Phonophobie dar, bei der nur bestimmte, negativ besetzte Geräusche als unangenehm bis unerträglich laut empfunden werden, während dies bei anderen Geräuschen nicht der Fall ist, selbst wenn deren Lautstärke höher ist. Eine solche Situation liegt etwa vor, wenn allein das Klingeln eines Telefons als unerträglich laut empfunden wird.
Ein besonderer Fall der Hyperakusis entsteht durch den Ausfall des Stapediusreflexes wegen einer Gesichtslähmung. Bei einer solchen Lähmung ist auch die Reflexbahn – der Nervus stapedius – jenes Reflexes unterbrochen, der im Mittelohr zur Dämpfung lauten Schalls dient. Bei einer, wie meist, nur einseitigen Lähmung tritt die Hyperakusis nur auf der gelähmten Seite auf. Eine ähnliche Situation liegt nach einer Operation wegen Otosklerose vor, da dabei der Steigbügel durch eine Prothese ersetzt wird und daher die Funktion des Musculus stapedius nicht mehr zur Wirkung kommt.

## Diagnose

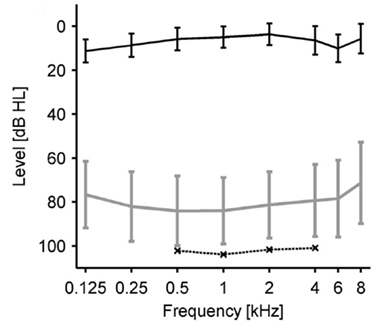
Unbehaglichkeitsschwellen-Audiogramm (US-Test):
Gruppendaten von Patienten mit Hyperakusis, jedoch ohne Hörverlust. Obere Linie: durchschnittliche Hörschwellen. Untere lange Linie: US dieser Gruppe. Untere kurze Linie: US einer Vergleichsgruppe mit normalem Hören.

Ähnlich wie bei einem normalen Hörtest wird ein Unbehaglichkeitsschwellen-Audiogramm erstellt. Hiermit wird – quer durch das übliche Spektrum der akustischen Frequenzen eines Hörtests – auf Überempfindlichkeit (Intoleranz) bei lautem Schall geprüft. Bei Hydrops- und Menière-Patienten geht eine solche Überempfindlichkeit in der Regel dem später folgenden Hörverlust voraus. Deshalb ist aus Gründen der Früherkennung und der Vorbeugung (Prävention) dieser recht einfache Spezialtest bereits bei den ersten Anzeichen einer Überempfindlichkeit auf lauten Schall dringend empfohlen. Je nach den Ergebnissen und dem Vergleich mit den Daten des normalen Hörtests kann dann über Maßnahmen oder weitere Untersuchungen beraten werden.

## Behandlung
Hyperakusis als eigenständige Erkrankung (u. U. nach Verselbständigung eines Symptoms oder als Co-Erkrankung) kann, je nach Ursache, eventuell durch eine Tinnitus-Retraining-Therapie oder Verhaltenstherapie oder ausreichende akustische und psychische Ruhe behandelt werden.
Die Erfolgsquoten und das Ausmaß von Therapieerfolgen, etwa gestaffelt nach Patientengruppen, sind nicht gesichert.
Verhaltens- oder andere Psychotherapie kann sowohl zur Behandlung einer ursächlich psychisch bedingten Hyperakusis dienen als auch bei anderen Ursachen zur Hilfe werden im Umgang mit auftretenden Symptomen und Lärm-Stress bzw. Lärm-Schmerz auslösenden Geräuschen und deren Verursachern. Es können auch Wechselwirkungen mit anderen psychischen Krankheiten oder Schwächen vorliegen und auf diesem Wege erkannt und behandelt werden.
Die Behandlung von Hyperakusis leidet unter fehlender systematischer Forschung.
Darüber hinaus werden die vorhandenen Erkenntnisse nur unzureichend vermittelt an Ärzte, Therapeuten und Patienten.
Einzelne Therapieverfahren werden in Publikationen oft absolut gesetzt und damit Patienten der Zugang zu anderen Erklärungsmodellen und Therapiemöglichkeiten verwehrt.
Es besteht keine einheitliche diagnostische Vorgehensweise. Selbst die Bezeichnung der Krankheit ist uneinheitlich. Oft besteht Unklarheit über den zuständigen Facharzt oder es fehlen fachübergreifende Kenntnisse. Vorhandene Diagnostika, z. B. von Psychosomatikern entwickelte Fragebögen, scheinen weithin unbekannt zu sein. Überweisungen an andere Fachärzte, z. B. Psychiater, sind eventuell nicht mit der erforderlichen Erklärung verbunden und können dann zu Nichtakzeptanz und so u. U. zu nicht erfolgender sinnvoller Behandlung führen.